# Diverse kongefilm (fraklip)
|  | Denne artikel er oprettet af botten PalnaBot ud fra en ekstern database. Den kan derfor have sproglige fejl eller mangler. Denne skabelon kan fjernes efter kontrol af indholdet. |

Diverse kongefilm (fraklip) er en film med ukendt instruktør.

## Handling
INDHOLD: 00:02:00 Kongeskibet Dannebrog ankommer til Grenp. Ebeltoft fylder 650 år i 1951. 00:03:50 Dronning Ingrid besøger "Kronprinsesse Ingrids feriehjem for sønderjyske børn". 00:06:02 Kongeskibet. Roere. Ebeltoft igen. "Feriehjem for sønderjyske piger". Spejdere. 00:10:10 Festival of Britain. 1951. London Gadebilleder. Kong Frederik IX og dronning Ingrids besøg i London. 00:12:50 Kongeparret går ombord i skib. Sejlads i høj sø. Ankomst il England. 00:16:50 Dronning Alexandrine hilser på fremmødte i havn. 00:17:38 Rytterstatue af Christian X. afsløres på Sct. Anna Plads i København. Kongefilmen til stede sept. 1954. 00:20:24 Rådhuspladsen i København flagsmykket. 00:20:58 Kejser Haile Selassie af Ethiopien besøger et hospital (?) i Danmark sammen med det danske kongepar. November 1954. 00:21:16 Dyrskue på Bellahøj. Kongefamilen overværer præsentationen af dyr. 00:22:04 Amalienborg scener i forbindelse med en kongelig fødselsdag. 00:23:28 Hotel D'Angleterre på Kongens Nytorv i København. 00:24:00 Livgarden i galla marcherer gennem København. Parade og vagtafløsning på Amalienborg slotsplads. Rådhustårnet. 00:25:53 Kongen hos skydebrødrene på Sølyst. Kong Frederik IX på Amalienborgs balkon. Slut 00:27:31